# روبرت لييسن
روبرت لييسن (بالهولندية: Robert Lijesen)‏ (مواليد 5 فبراير 1985) هو سبّاح هولندي، مثّل بلاده في الألعاب الأولمبية الصيفية 2008.

## روابط خارجية
روبرت لييسن على موقع الاتحاد الدولي للسباحة (الإنجليزية)
- روبرت لييسن على موقع SwimRankings.net (الإنجليزية)
- روبرت لييسن على موقع أوليمبيديا (الإنجليزية)